# Cianorte Futebol Clube
O Cianorte Futebol Clube é um clube brasileiro de futebol, da cidade de Cianorte, no estado do Paraná.
O Cianorte herdou, em 2002, as cores verde e branco do extinto Cianorte Esporte Clube, criado em 1993. Com a volta à primeira divisão, entretanto, a diretoria optou por mudar o visual. No final de 2003, o azul, o vermelho e o branco tomaram a bandeira e o uniforme do "Leão do Vale", por serem as cores da bandeira da cidade.
Manda jogos no Estádio Municipal Olímpico Albino Turbay, com capacidade para 2.500 espectadores.

## História
O primeiro time de futebol de Cianorte foi o C.A.F.E.– Cianorte Associação Física Educativa. O nome não apenas referia-se apenas à cultura cafeeira: era uma sigla de Cianorte Associação Física Educativa. Sua fundação ocorreu em 1958 e o seu fundador foi o jornalista Amândio Mathias. O CAFE disputou o Campeonato Paranaense de Futebol em 1965, 1969, 1970 e 1972, quando foi rebaixado. A queda para a segunda divisão revoltou o jogador Rubens, que pôs fogo na sede social do clube, causando o encerramento das atividades da equipe. Seu uniforme era alvi-verde e possuía fervorosa torcida. Na estreia como time profissional, perdeu para o Grêmio Esportivo de Maringá por 4 x 0, numa época em que o Grêmio de Maringá era o campeão paranaense. Na estreia da chave especial, o CAFE perdeu para o então Coritiba por 7x0. Mas sempre conseguia manter partidas memoráveis. Jogou amistosamente contra o Palmeiras (perdendo por 3x4) de Ademir da Guia e Djalma Santos (último jogo do Bicampeão Mundial pelo Brasil) e também contra o SANTOS (perdeu de 0x3) de Afonsinho e companhia.

### Retorno: Cianorte Esporte Clube
Mais de duas décadas se passaram até que o futebol profissional retornasse à cidade do Noroeste do estado, hoje com Oitenta mil habitantes. Em 1993, surgiu o Cianorte Esporte Clube. O alviverde, que nunca disputou a primeira divisão, deu lugar em 2002 ao Cianorte Futebol Clube.

### Enfim, surge o Leão do Vale
Em 2003, com o segundo lugar no Campeonato Paranaense da Série A-1, a Segunda Divisão, ganhou vaga para a Série Ouro. O jogo que colocou Cianorte na primeira divisão após 21 anos foi memorável. O gol da vitória sobre o Dois Vizinhos, por 1 x 0, aconteceu somente aos 48 minutos do segundo tempo, depois que o atacante Barbieri cobrou uma falta. O gol de Barbieri foi um dos últimos do Cianorte Futebol Clube com o uniforme verde e branco. No final de 2003, as cores do Leão do Vale foram mudadas para azul, vermelho e branco.
Estreando entre os grandes do futebol paranaense, o Cianorte fez bonito em 2004: ficou em terceiro lugar no Campeonato Paranaense de Futebol de 2004, atrás somente do campeão Coritiba e do vice Atlético. A colocação valeu ao Leão do Vale o simbólico título de "Campeão do Interior" e uma vaga na Copa do Brasil de Futebol de 2005.

### A vitória histórica sobre o Corinthians
Um dos maiores feitos da história do Cianorte, que projetou o clube nacionalmente, foi a vitória sobre o Corinthians no primeiro jogo da segunda fase da Copa do Brasil de 2005, chamado 'jogo de ida', onde recebeu o clube paulista e venceu pela contagem de 3 a 0 com direito até a gol de bicicleta marcado pelo Atacante Márcio Machado. O feito foi muito valorizado, pois o Timão formara uma grande equipe para aquela temporada, chegando ao título do Brasileirão daquele ano, com jogadores de expressão como Fábio Costa, Tevez, Roger, Carlos Alberto, Nilmar, Gustavo Nery e Mascherano. Porém, o Cianorte, que na oportunidade era dirigido por Caio Júnior, não resistiu à pressão, e, no jogo de volta, em São Paulo, foi goleado pelo clube paulista por 5 a 1, sendo assim eliminado do torneio na soma dos placares.

## Ídolos
- Barbieri

O catarinense Barbieri, ex-Figueirense e Blumenau, teve participação decisiva na volta de Cianorte à primeira divisão após 21 anos, em jogo válido pelo Campeonato Paranaense da Segunda Divisão de 2003. Foi um gol dele, numa cobrança de falta, que deu a vitória ao Cianorte sobre o Dois Vizinhos, por 1 x 0. O lance aconteceu aos 48 minutos do segundo tempo. Se o jovem atacante de 23 anos não marcasse a vaga seria da Adap de Campo Mourão.
- Ademir

Na conquista do vice-campeonato da segunda divisão em 2003, a experiência do zagueiro Ademir, então com 30 anos, foi fundamental para o Cianorte. Jogador com passagens pelo Grêmio Maringá e pelo Atlético Mineiro, Ademir foi o líder do time dentro de campo.
- Vanderlei

O veterano Vanderlei, na época com 35 anos, é bastante conhecido no Norte/Noroeste paranaense. Ex-goleiro do Grêmio Maringá e do Goioerê, ele chegou ao Cianorte em 2002. No jogo final da Série A-1 de 2003, suas defesas evitaram que o Dois Vizinhos acabasse com o sonho da volta de Cianorte à primeira divisão paranaense.

## Títulos
| ESTADUAIS | ESTADUAIS                          | ESTADUAIS | ESTADUAIS   |
|           | Competição                         | Títulos   | Temporadas  |
| --------- | ---------------------------------- | --------- | ----------- |
|           | Campeonato Paranaense do Interior  | 2         | 2004 e 2011 |
|           | Campeonato Paranaense - 2ª Divisão | 1         | 2016        |

### Campanha em destaque
- Vice-Campeonato Paranaense Série Prata: 2003.
- Copa Paraná de Futebol Vice campeão do ano de 2008, contra o Londrina EC.

## Estatísticas

### Participações
|  | Participações em 2025 |

| Competição | Competição               | Temporadas | Melhor campanha     | Estreia | Última | P | R |
| Paraná     | Paranaense (Série Ouro)  | 20         | 3º colocado (2004)  | 2004    | 2025   |   | 1 |
| Paraná     | Paranaense (Série Prata) | 4          | Campeão (2016)      | 2002    | 2016   | 2 | – |
| Brasil     | Série C                  | 2          | 48º colocado (2004) | 2004    | 2005   | – | – |
| Brasil     | Série D                  | 8          | 5º colocado (2012)  | 2011    | 2025   | – |   |
| Brasil     | Copa do Brasil           | 5          | 3ª fase (2021)      | 2005    | 2024   |   |   |